# Weilstetten
Weilstetten ist der drittgrößte Stadtteil von Balingen im Zollernalbkreis in Baden-Württemberg. Das Dorf liegt am Fuße der Schwäbischen Alb unterhalb des Albtraufs und wurde 1936 aus den bis dahin selbstständigen Gemeinden Weilheim und Waldstetten und dem Weiler Ziegelwasen gebildet.

## Geographische Lage
Weilstetten liegt unterhalb der Lochen am Fuß des Lochenpasses und südlich von Frommern am Austritt der Eyach aus der Schwäbischen Alb.

## Geschichte

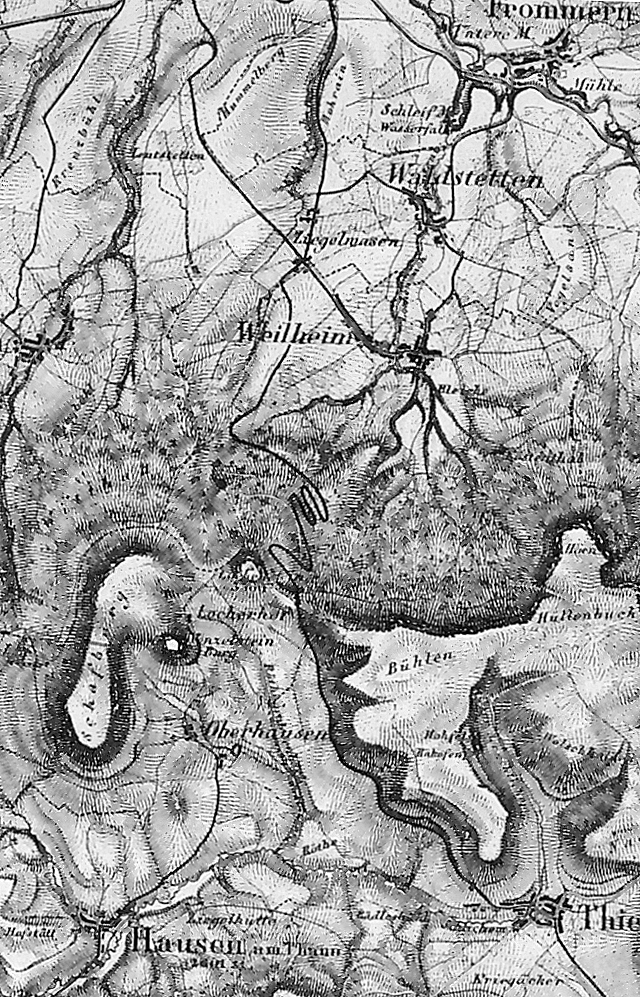
Weilheim, Waldstetten und der Lochenpass auf einer Topografischen Karte des Königreichs Württemberg von 1850

Der Ortsname wurde aus den Namen der früheren Gemeinden Weilheim und Waldstetten gebildet. Diese wurden zum 1. Oktober 1936 zur Einheitsgemeinde Weilstetten zusammengeschlossen. Am 1. Juli 1971 wurde die Nachbargemeinde Roßwangen eingemeindet. Im Zuge der Gemeindereform wurde am 1. Januar 1975 die „neue“ Stadt Balingen gegründet und Weilstetten wurde ein Stadtteil von ihr. Die Einwohnerzahl beträgt heute rund 3650, die Gemarkungsfläche rund 720 Hektar.
Erwähnt wurde Waldstetten als „Walahsteti“ bereits in einer Urkunde des Klosters St. Gallen vom 27. März 793, Weilheim als „Wilon“ erstmals im Jahre 838.
Im Bereich Weilheims, in der Nähe der Kirche und im Flur Heimgarten über dem Lochenbach, lagen zwei römische Gutshöfe. Die Verbindungsstraße zwischen den beiden Kastellen Geislingen-Häsenbühl und Lautlingen verlief entlang der heutigen Hauptstraße. Möglicherweise handelte es sich bei einem der Gutshöfe auch um eine Mansio. Diese Anlagen wurden spätestens im Jahr 260 aufgegeben. Zwischen 650 und 675 wurde im Bereich dieser Anlage eine alamannische Grablege angelegt. Ab dem 6. Jahrhundert verdrängten „-heim“-Orte die früheren „-ingen“-Orte. Beiden ist der Name es Gründers vorangestellt. Während „-ingen“-Orte nicht ortsfest „bei den Leuten des…“ bedeutet, bezieht sich ein „-heim“-Ort auf die ortsfeste „Wohnstätte des …“. Der Übergang wird mit der Einführung von Grundherrschaften in Verbindung gebracht. Die Franken richteten diese in Alamannien bevorzugt an wichtigen Übergängen ein – wie hier entlang der alten Römerstraße über die Alb – um diese durch loyale Vasallen zu schützen.
Sowohl Weilheim als auch Waldstetten gehörten zur Scherragrafschaft, kamen im 13. Jahrhundert zur Herrschaft Schalksburg und wurden mit dieser 1403 an Württemberg verkauft. Bereits im Mittelalter bildeten die beiden Dörfer eine Gemeinde, denn sie hatten ein gemeinsames Dorfgericht. Erst 1838 wurde dieser Verband gelöst und zwei selbständige Gemeinden gebildet. Die Einwohnerzahl beider Orte betrug um 1500 etwa 110, 1601 195, 1706 321 und 1810 746. Wegen ihrer Lage in unmittelbarer Nähe der Lochensteige hatten diese Dörfer in den Kriegszeiten des 17., 18. und 19. Jahrhunderts besonders stark unter Einquartierungen und Vorspanndiensten zu leiden. Laut der Musterungsliste ab dem Jahre 1521 obliegt den Weilheimer Milizsoldaten die Sicherung der verhakten Passstraße über den Lochen.
Die Kriegshandlungen Ende Februar 1525 hatten ihren Ursprung darin, dass der nicht mehr im Exil weilende Herzog Ulrich die allgemeinen Bauernunruhen für seine eigene Zwecke missbrauchen und sein Land vom Schwäbischen Bund unter Mithilfe Schweizer Söldner zurückerobern wollte. Es gab bei Kampfhandlungen am 1. März 1525 beim heutigen Weilstetten unter dem Lochen Tote und Verletzte.
Waldstetten und Weilheim gehörten zu Zeiten des Herzogtums und des Königreichs Württemberg zum bis 1934 bestehenden Oberamt Balingen.
Die im Ort ansässigen Industriebetriebe (Textil und Möbel) haben sich zu Beginn des 20. Jahrhunderts aus örtlichen Handwerksbetrieben entwickelt. Sie spielen heute keine große Rolle mehr. Weilstetten ist überwiegend Wohngemeinde. Eine Vielzahl von Vereinen fördert das Zusammenleben und bietet viele Möglichkeiten zur Freizeitgestaltung. Der bekannteste ist der TV Weilstetten mit seiner Handballabteilung, dessen A-Jugend 1983 Deutscher Meister wurde.

## Verlust der Selbständigkeit und Gründung der „neuen“ Stadt Balingen
Am 1. Januar 1975 verlor Weilstetten im Zuge der Gemeindereform seine Selbständigkeit und wurde zusammen mit Balingen und Frommern ein Stadtteil der neuen Stadt Balingen. Zuvor gab es Diskussionen über die Alternative zu einem Zusammenschluss mit Frommern zu einer eigenständigen Gemeinde.
Frommern und Weilstetten unterschieden sich von den anderen Gemeinden die bereits nach Balingen eingemeindet waren darin, dass sie größer und wirtschaftlich potenter waren. Bürgermeister Uhl aus Frommern verfolgte darüber hinaus schon sehr früh den Gedanken eines „Unterzentrums Frommern-Weilstetten“ als Gegengewicht zu Balingen. Dies entsprach auch der ersten Zielplanung der Landesregierung.
Frommern hatte schon in den 1930er Jahren solche Pläne gehegt, da die beiden Ortschaften schon damals praktisch zusammengewachsen waren und Frommern einerseits zur weiteren Expansion Gewerbeflächen benötigte und andererseits 200 Einwohner Weilstettens in Frommern arbeiteten. Zu einem solchen Zusammenschluss kam es zwar nicht, aber im Mai 1939 wurde der Frommerner Bürgermeister Eisele auch zum Bürgermeister von Weilstetten ernannt. Das langfristige Ziel war damals die Eingemeindung Weilstettens nach Frommern. Über die Personalunion kamen die Planungen aber nicht hinaus, zumal Eisele als Soldat eingezogen wurde und nach dem Krieg in sowjetischer Gefangenschaft war.
Bürgermeister Gomringer aus Weilstetten widersetzte sich den neuen Plänen vehement. Lieber wollte er die eigene Selbständigkeit zu Gunsten Balingens opfern, als einen „Anschluss“ an Frommern. Im Jahr 1970 wurde die Leistungskraft der eigenen Gemeinde so eingeschätzt, dass auch in einem Zusammenschluss mit Balingen für den Augenblick keine Synergieeffekte für Weilstetten gesehen wurden. Als Gegengewicht zum Konglomerat Ebingen-Tailfingen-Onstmettingen, dem späteren Albstadt, wurde aber eine starke Kreisstadt als Fernziel gesehen. Auch gegenüber Roßwangen wurden bei dessen Eingemeindung nach Weilstetten, die am 1. Juli 1971 in Kraft trat, Zusagen gemacht, dass ein Zusammenschluss mit Frommern nicht geplant sei.
Im Jahr 1972 entwickelte sich eine heftige Debatte in der Lokalpresse, als bekannt wurde, dass Hans Uhl den Posten eines hauptamtlichen Stellvertreters des Bürgermeisters beansprucht hatte, sollte Frommern zu Balingen eingegliedert werden.
Bei einer gemeinsamen Gemeinderatssitzung am 23. März 1973 Frommerns und Weilstettens, an der auch der Landtagsabgeordnete und Vorsitzender des Ausschusses für Gemeindereform, der Meßstetter Bürgermeister Erwin Gomeringer als Gast und der Balinger Bürgermeister Hagenbuch als Zuhörer teilnahm, ergaben sich keine Änderungen der Standpunkte. Bürgermeister Uhl bekannte sich zur Raumschaft Balingen, die in der (fernen) Zukunft zu einer gemeinsamen Stadt führen könne, für die aber die geistigen Voraussetzungen in Balingen noch nicht vorhanden seien, da es der Stadt nur um ihre zentralen Einrichtungen gehe. Bürgermeister Gomringer aus Weilstetten erklärte, dass am Ende der Entwicklung Weilstetten wohl seine Selbstständigkeit verliere und man deshalb von der Steuerkraft und den Aufgabenstellungen her den Partner zu wählen habe, oder wie es ein Weilstetter Gemeinderat zusammenfasste: „Warum zum Schmiedle, gehen wir doch gleich zum Schmied“.
Am 8. April 1973 wurde in beiden Gemeinden eine Bürgerbefragung durchgeführt. Es standen drei Alternativen zur Auswahl.
1. Sind Sie für die Eingliederung Ihrer Gemeinde in die Stadt Balingen?
2. Sind Sie für eine Einheitsgemeinde „Frommern/Weilstetten“ als Teilverwaltungsraum von Balingen?
3. Sind Sie für einen eigenen Verwaltungsraum Ihrer Gemeinde als Teilverwaltungsraum von Balingen?

In Frommern stimmten 91 % für einen Zusammenschluss mit Weilstetten. In Weilstetten waren es immerhin noch 55 %, die für einen Zusammenschluss mit Frommern stimmten. Für eine Eingliederung nach Balingen stimmten nur 6 % in Frommern und 4 % in Weilstetten. In Weilstetten stimmten 41 % für einen eigenen Verwaltungsraum, wobei allein 230 dieser 595 Stimmen aus Roßwangen stammten. Der Frommerner Gemeinderat reagierte darauf mit dem einstimmigen Beschluss, die Fusion von Frommern-Weilstetten anzustreben. Der Weilstetter Gemeinderat lehnte mit 7:6 Stimmen eine solche Lösung ab und mit demselben Stimmenanteil die Bildung eines eigenen Verwaltungsraums.
Gegen den Beschluss des Weilstetter Gemeinderates bildete sich eine Initiativgruppe, die einen Bürgerentscheid forderte. Die Stimmung, die sich in Flugblättern und Leserbriefen widerspiegelte, war auf dem Siedepunkt. Der Bürgerentscheid scheiterte, weil er die erforderliche 50 % Wahlbeteiligung nicht erreichte. Am 11. Juli 1973 kam es zu einer stürmischen Gemeinderatssitzung in Weilstetten. Es wurde berichtet, dass vor dem Verwaltungsgericht in Sigmaringen eine Anfechtungsklage der Befürworter des Bürgerbegehrens eingegangen sei, wegen des unerlaubten Einsatzes eines Lautsprecherwagens, wegen der Anfertigung von Flugblättern, die zu einem Wahlboykott aufgerufen hatten und auf dem Rathaus angefertigt worden sein sollten. Dann wurde berichtet, dass das Kabinett in Stuttgart die Eingemeindung Frommerns und Weilstettens nach Balingen beschlossen habe.
Da durch eine Eingemeindung von Frommern und Weilstetten nach Balingen der Bevölkerungsanteil von 20 % der aufnehmenden Gemeinde überschritten würde, sollte nun zusätzlich auch in Balingen eine Bürgeranhörung stattfinden. Im Weilstetter Gemeinderat wurde mit 8:5 Stimmen verhindert, dass die Alternativfrage „Sind Sie für eine Vereinigung der Gemeinden Weilstetten und Frommern?“ zugelassen würde. Im Frommerner Gemeinderat wurde beschlossen, diese Frage zuzulassen. In Balingen stand die Frage nicht zur Debatte. Der Frommerner Pfarrer brachte den bisherigen Stand der Auseinandersetzung in einem Leserbrief auf den Punkt: „Nur die Rivalität der gleichgewichtigen Bürgermeister in Weilstetten und Frommern steht der Vereinigung beider Orte im Weg, sonst nichts! Der Dritte im Bund nützt die Chance…“.
Bei der Bürgeranhörung am 20. Januar 1974 lag die Wahlbeteiligung in Balingen bei 16,5 %, davon stimmten 79,3 % für einen Zusammenschluss der drei Gemeinden. In Frommern lag die Wahlbeteiligung bei 69,8 % und 94,4 % stimmte gegen den Zusammenschluss. Praktisch dieselbe Anzahl von Wählern stimmte für den Zusammenschluss von Frommern und Weilstetten. In Weilstetten lag die Wahlbeteiligung bei 54,8 % und 90 % stimmte gegen den Zusammenschluss der drei Gemeinden.
Bürgermeister Uhl hob vor allem die hohe Wahlbeteiligung und Ablehnung der Fusion mit Balingen in dem neu geschaffenen Wohngebiet Hesselberg, wo es sich fast ausnahmslos um neu zugezogene Frommern gehandelt habe und in der neu eingemeindeten Gemeinde Stockenhausen hervor. Bürgermeister Gomringer aus Weilstetten stellte fest, dass sich das Votum in seiner Gemeinde gegen die Gründung einer neuen Stadt mit Balingen richte und er erklärte, dass sich Weilstetten um einen Gemeindeverwaltungsverband mit Frommern, Geislingen (sic!) und Balingen bemühen werde.
Eine öffentliche Gemeinderatssitzung am 25. Januar 1974 musste nach kurzer Zeit wegen „…ungebührlichen Verhaltens einiger weniger Zuhörer…“ abgebrochen werden. In einer nichtöffentlichen Sitzung wurde der Antrag zur Bildung eines Gemeindeverwaltungsverbandes Frommern, Geislingen und Weilstetten und Balingen mit Sitz in Balingen beantragt. Der Gemeinderat in Frommern stellte denselben Antrag, aber mit dem Zusatz, dass wenn eine getrennte Ausweisung der Gemeinden Frommern und Weilstetten in einem solchen Verband nicht möglich wäre, dass dann zunächst eine gemeinsame Gemeinde Frommern und Weilstetten zu bilden wäre. Der Balinger Gemeinderat stimmte für die Zielplanung des Landes, also der Bildung einer neuen Stadt.
Am 22. Februar kam es nochmals zu einer Großdemonstration enttäuschter Weilstetter Bürger, die mit einem Autokorso von etwa 100 Fahrzeugen, einen etwa fünf Kilometer langen Protestzug über die Bundesstraße 463 über Ebingen nach Meßstetten bildeten, um vor dem dortigen Bürgermeister und MdL und Vorsitzenden des Ausschusses für die Gemeindereform Gomeringer eine Protestnote zu überreichen. Die Demonstration war aber, wie sich zeigen sollte, ergebnislos. Aber man hatte noch einmal Dampf abgelassen.
Nachdem der Landtag von Baden-Württemberg die Gemeindereform beschlossen hatte, also mit der Zuordnung von Weilstetten und Frommern zu Balingen, plante die Junge Union in Frommern eine Verfassungsklage einzureichen, was aber kurz darauf wieder verworfen wurde. Es folgten gemeinsame Verhandlungen über den Einigungsvertrag, bei denen vor allem die Bildung von Ortschaftsräten und Ortsvorstehern, also eine bürgernahe Verwaltung beschlossen wurden, sowie unter anderem Vereinbarungen über Steuersätze, Bebauungspläne, Organisation der Feuerwehren und der Bauhöfe. Ein vorläufiger Gemeinderat sollte ab dem 1. Januar 1975 zusammentreten und für den 20. April 1975 wurden Neuwahlen für den Oberbürgermeister und den Gemeinderat angesetzt.
Die Gemeinderäte von Balingen, Frommern und Weilstetten stimmten am 12. November 1974 in nichtöffentlichen Sitzungen zu, wobei der Frommerner Gemeinderat auch noch ein Normenkontrollverfahren gegen §106 des Besonderen Gemeindereformgesetzes beim Staatsgerichtshof anstrengte, das aber ebenfalls zurückgezogen wurde, nachdem der Staatsgerichtshof am 30. November 1974 die Wirksamkeit der Eingliederung festgestellt hatte.
Am 2. Januar 1975 trat der gemeinsame Gemeinderat der neuen Stadt erstmals zusammen. Die darauf folgende Oberbürgermeisterwahl war aber noch ganz von den vorangegangenen Ereignissen geprägt. Oberbürgermeister Hagenbuch, der zunächst nicht hatte wieder antreten wollen, ließ sich als fraktionsübergreifender Kandidat nochmals aufstellen. Am 30. Januar 1975 meldete aber Hans Uhl, jetzt Ortsvorsteher von Frommern, seine Kandidatur an. Nicht als Mitglied der CDU, wie er betonte, sondern als unabhängiger Kandidat. Und dann trat Mitte Februar noch Eugen Fleischmann an, der beruflich im Innenministerium mit der Gemeindereform befasst gewesen war. Hagenbuch erzielte im ersten Wahlgang mit 40,9 % der Stimmen das beste Ergebnis, verfehlte aber die absolute Mehrheit. Fleischmann erhielt 33,5 % der Stimmen und war besonders in Weilstetten und Engstlatt der Sieger. Uhl erzielte 25,3 % der Stimmen, in Frommern 74 %. Im zweiten Wahlgang zog Uhl seine Kandidatur zurück, aber mit Helmut Palmer, damals ein Dauerkandidat bei Oberbürgerwahlen, kam ein neuer Kandidat hinzu. Der Sieger war mit 50,59 % der Stimmen Eugen Fleischmann. Hagenbuch hatte zwar die Kernstadt, sowie die meisten „alten“ Stadtteile gewonnen, aber Fleischmann hatte in Frommern und Weilstetten „…geradezu erdrutschartig triumphiert…“

## Politik

### Ortsvorsteher
- Hans Gomringer (1975–1978)
- Kurt Haigis (1978–2014)
- Wolfgang Schneider (seit 2014)

### Wappen
Die Blasonierung des Wappens von Weilstetten zeigt über schwarzem Schildhaupt, zwei silberne Kreise, in Schwarz darunter auf goldenem Grund eine Hirschstange. Die Hirschstange symbolisiert die Zugehörigkeit zu Württemberg. Die beiden Kreise verdeutlichen den Zusammenschluss der beiden Dörfer Waldstetten („Walahstetti“) und des benachbarten Weilheim („Wilon“).

## Kultur und Sehenswürdigkeiten

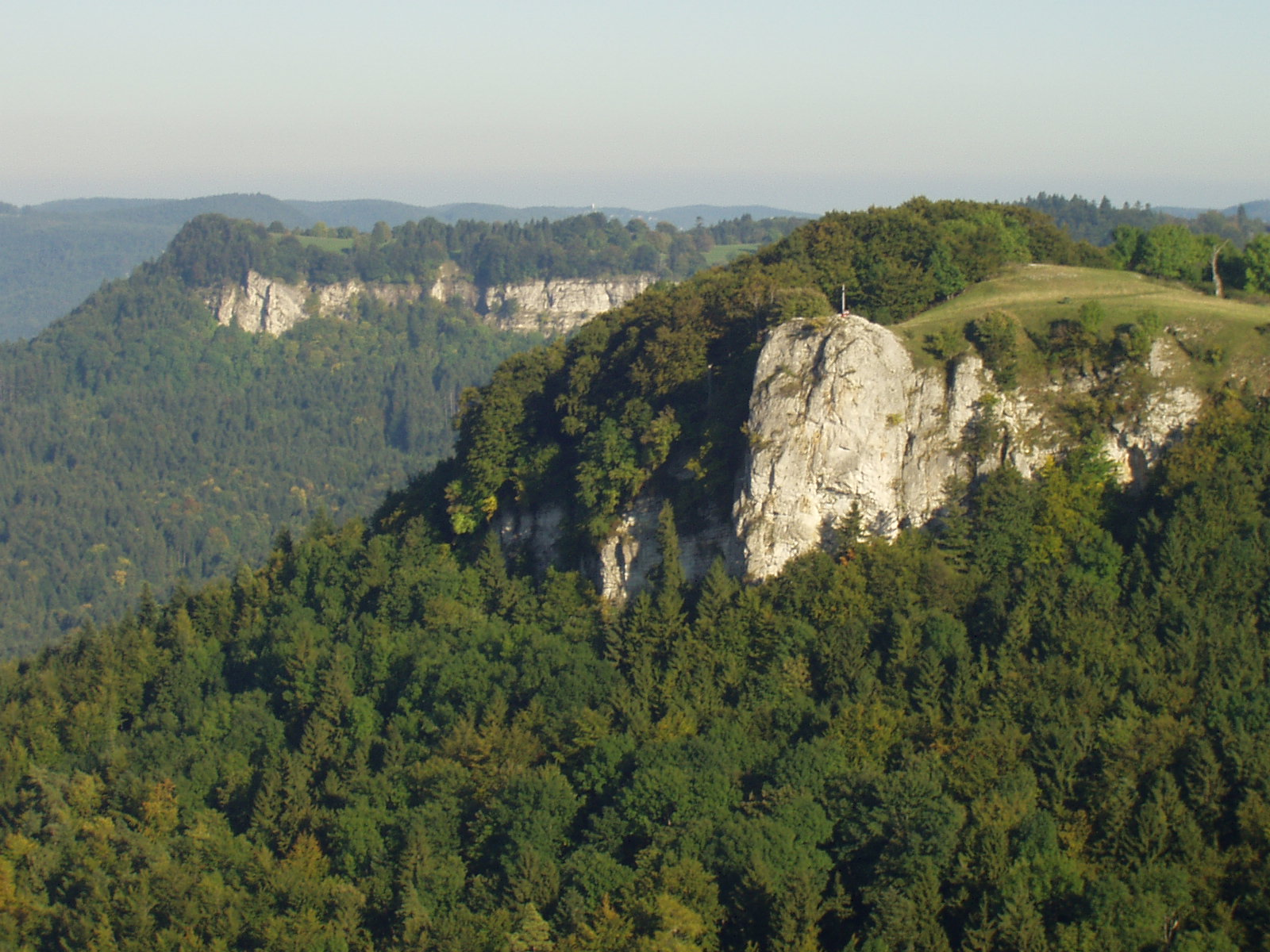
Lochenstein über Weilstetten mit Blick nach Südosten

### Bauwerke
Siehe auch: Liste der Kulturdenkmale in Weilstetten
- Evangelische Kirche Weilstetten, teilweise noch gotische Kirche mit Umbaumaßnahmen von 1934

### GräberfeldWeilstetten
1953 wurden Gräber mit zahlreichen beschrifteten Beigaben gefunden. Auf einer Riemenzunge steht: (ANG)ELIS SUIS MAN-DAVIT DE TE UT COSTOTIAM TE I OMIBOSVI(IS). (aus Psalmvers 91,1: Er hat seinen Engeln befohlen, in Bezug auf Dich, dass sie Dich auf allen Wegen behüten). Neben dieser christlich merowingischen Schrift wurde römisch kaiserzeitliche und griechischen Schriftzeichen gefunden. Das Grab zeigt die frühchristliche Glaubenshaltung.

### Sport
- HBW Balingen-Weilstetten: Die Handballmannschaft des TV Weilstetten fusionierte 2002 mit der TSG Balingen zur HBW Balingen-Weilstetten, welche heute in der 2. Handball-Bundesliga spielt.
- Der Skiclub Weilstetten betreibt seit über 40 Jahren eine Liftanlage in Tieringen-Oberstocken.[17]
- Die Mountainbike-Sektion des Skiclubs Weilstetten erstellte und pflegt einen überregional bekannten Trail für Mountainbiker neben dem Lochenpass. Statt über die asphaltierten Kehren 7,5 Kilometer (von der Passhöhe aus 4,7 Kilometer) hinabzufahren, wird die Strecke hier auf 1,9 Kilometer verkürzt.[18]

## Wirtschaft und Infrastruktur

### Verkehr
Weilstetten liegt direkt neben der Bundesstraße 463 Balingen–Sigmaringen, die Landesstraße L440 führt via Lochenpass nach Tieringen, Unterdigisheim Richtung Stockach.

### Wanderweg
Die Stadt ist Zwischenziel der Via Beuronensis, einem Abschnitt des Jakobswegs nach Spanien.

### Organisationen und Vereine
- Die  Abteilung Weilstetten der Freiwillige Feuerwehr Balingen führt ein Löschgruppenfahrzeug LF 8, ein Kleinlöschfahrzeug und ein Mannschaftstransportfahrzeug in ihrem Fuhrpark. Im Jahr 2010 befanden sich 32 Feuerwehrleute in der Einsatzabteilung.
- Der Ortsverein Weilstetten-Frommern des Deutschen Roten Kreuzes wurde 1962 gegründet. Zurzeit besteht der Ortsverein aus einer Bereitschaft, einer Jugendrotkreuzgruppe, einem Besuchsdienst, sowie fünf Seniorengymnastikgruppen.
- Der Musikverein Weilstetten wurde 1928 gegründet und besteht derzeit aus rund 50 aktiven Musikern und rund 300 passiven Mitgliedern.

## Sagen
Die auf 300 Meter Länge erforschte Lochbrunnenhöhle in Unterdigisheim soll bis zum Bühlenbröller unterhalb der Jugendherberge Lochen führen.

## Söhne und Töchter des Ortes
- Gottlieb Stengel (1897–1981), Diplomlandwirt, Direktor der Ackerbauschule Hohenheim
- Sascha Ilitsch  (* 1985), Handballspieler
- Mario Ruminsky (* 1997), Handballspieler